# Letov Š-13
Letov Š-13 – czechosłowacki samolot myśliwski z okresu międzywojennego.

## Historia
W 1924 roku w wojskowej wytwórni lotniczej Letov opracowano kolejny samolot myśliwski oznaczony jako Š-13. W samolocie tym zastosowano skrzydła wolnonośne, co było bardzo innowacyjne w samolotach dwupłatowych oraz zastosowano licencyjny silnik produkowany w Škodzie o mocy 300 KM.  
Prototyp został oblatany 1924 roku. W toku testów okazało się, że skrzydła wolnonośne nie nadają się do zastosowania w samolotach dwupłatowych, najpierw zastosowano zastrzały w kształcie litery N, a następnie litery V. 
Pomimo tych poprawek samolot nie miał odpowiednich osiągów oraz był niestabilny w locie w związku z budową skrzydeł, wobec powyższego zaniechano dalszych prac nad nim.

## Użycie w lotnictwie
Samolot Letov Š-13 był używany tylko do testów fabrycznych.

## Opis techniczny
Samolot myśliwski Letov Š-7 był dwupłatem o konstrukcji mieszanej: kadłub i usterzenie ogonowe był konstrukcji metalowej, natomiast skrzydła były drewniane. Miały one tzw. gruby profil opracowany przez Żukowskiego i początkowo były wolnonośne, a później zastrzałowe. Kadłub mieścił odkrytą kabinę pilota, a przed nią umieszczono silnik. Napęd stanowił silnik widlasty w układzie V, 8-cylindrowy, chłodzony cieczą. Podwozie klasyczne, stałe.
Uzbrojenie stanowiły 2 synchronizowane karabiny maszynowe Vickers kal. 7,7 mm umieszczone nad silnikiem po obu stronach kabiny.